# Vasile Macovei
Vasile Macovei, född 20 mars 1990 i Chișinău, är en moldavisk sångare och låtskrivare. 2008 sökte han till Fabrica de Staruri, vilket var Moldaviens version av X-Factor. Sändningarna pågick på TV under våren 2009 och Macovei blev en av vinnarna i tävlingen. Bland annat gjorde han under tävlingen coverversioner av artister som svenska Arash Labaf, O-Zone, Antonio Banderas och Zdob și Zdub.
Efter deltagandet i Fabrica de Staruri gick han över till att sjunga på spanska, med singlar som Mirame, Tu Mi Alma samt hans mest populära singel Niña som har spelats 18 miljoner gånger på Youtube via distributionsbolaget ELLO. Sedan gick han vidare och släppte låtar på engelska. Macovei har släppt musik på spanska, engelska, rumänska och ryska och persiska. Efter ett tre år långt uppehåll från musiken återvände han 2022 med singeln Printre Focuri.

## Familj
Macovei gifte sig 2015, men separerade från sin partner 2018. Med henne har han två barn.

## Diskografi
- 2012 - Cada Dia
- 2013 - Iubito
- 2013 - Pana-N Zori
- 2014 - Mirame
- 2015 - Oh na na na
- 2016 - Breakdown
- 2018 - Niña
- 2018 - B.M.W.
- 2018 - Florile dalbe
- 2018 - Tu Mi Alma
- 2019 - Eu inca te iubesc
- 2022 - Printre Focuri